# Szabóová
Szabóová ist im Tschechischen und Slowakischen die weibliche Form des Nachnamens ungarischen Nachnamens Szabó.

## Namensträger
- Andrea Szabóová (* 1982), slowakische Politikerin
- Sandra Szabóová (* 1996), slowakische Volleyballspielerin